# József Antall
József Antall de Kisjenő (8 de abril de 1932-12 de diciembre de 1993) fue un maestro, bibliotecario, historiador y político húngaro. Líder del Foro Democrático de Hungría entre 1989 y 1993 y primer ministro de Hungría, el primero elegido democráticamente, tras la caída del gobierno comunista.

## Biografía

### Familia
Jozsef Antall nació en Hungría en una antigua familia noble. Su padre, Jozsef Antall Sr. jurista y funcionario, trabajó para el gobierno en varios ministerios. Antall fue miembro fundador de la Partido Independiente de los Pequeños Propietarios en 1931. 
Durante la Segunda Guerra Mundial, presidió el comité gubernamental para los refugiados. Después de la ocupación alemana de Hungría renunció, más tarde fue detenido por la Gestapo. Después de la guerra, fue designado ministro de Reconstrucción en el gobierno de Zoltán Tildy. Más tarde, fue nombrado presidente de la  Cruz Roja de Hungría, pero después del golpe de Estado que instauró la República Popular de Hungría, renunció y se retiró a su familiar. En 1991, fue honrado póstumamente por el Yad Vashem de Israel. 
Jozsef Antall tuvo una hermana, Edith Antall. Su cuñado, Géza Jeszenszky más tarde fue nombrado ministro de Relaciones Exteriores. Antall y su esposa, Klára Fülepp, tuvieron dos hijos, György Antall, un abogado, y Péter Antall, periodista.

### Educación
Se graduó de la "Escuela Secundaria Escolapios" de Budapest en 1950. Aunque estuvo interesado en la política desde el principio, no quiso avanzar en este ámbito, debido al gobierno dictatorial estalinista de la década de 1950. Después de graduarse de la escuela secundaria, estudió idioma húngaro y  literatura en la Universidad Eötvös Loránd y historia. Escribió su tesis sobre las políticas de József Eötvös, Obtuvo de grados académicos en  enseñanza, bibliotecario de la ciencia y museología.

### Carrera política
Después de graduarse de la universidad, trabajó para el Archivo de Estado húngaro y el Instituto de Investigación de Pedagogía. En 1955, comenzó la enseñanza en la escuela secundaria József Eötvös y fue líder del Comité Revolucionario de la escuela durante la Revolución húngara de 1956. Durante la revolución, participó en la reorganización del Partido Independiente de Pequeños Agricultores y en la fundación de la Alianza de la Juventud Cristiana. Después de que la Unión Soviética aplastó la revolución, fue detenido y liberado varias veces.[cita requerida] Continuó su carrera docente en la escuela secundaria Toldy Ferenc  en 1957, pero en 1959 se le prohibió la enseñanza debido a las actividades políticas de su padre. 
A raíz de esto, trabajó como bibliotecario durante dos años. En 1963 escribió las biografías de 80 médicos de la Enciclopedia de Biografías húngara. Se interesó en la historia de la medicina, y llevó a cabo una investigación fundamental en esa materia[cita requerida]. Comenzó a trabajar en la biblioteca y en los archivos del departamento del Museo Semmelweis, dedicada a la historia de la medicina. Empezó como un investigador, fue ascendido a director adjunto y en 1974 fue nombrado director del instituto. 
Su investigación fue reconocida internacionalmente, y en 1986 fue elegido vicepresidente de la Sociedad Internacional de Historia de la Medicina.

### Vuelta a la política
Fue delegado a la Mesa Redonda Nacional de charlas del Foro Democrático de Hungría (FDH) de 22 de marzo de 1989 y trabajó en la comisión sobre la reforma constitucional. 
El 21 de octubre de 1989 fue elegido presidente del Foro Democrático de Hungría por una abrumadora mayoría, convirtiéndose así en el candidato oficial del partido para el cargo de primer ministro. El FDH ganó las elecciones en 1990 y el 23 de mayo se convirtió en el primer líder de Hungría elegido democráticamente desde 1945. 
Antes de que pudiera terminar su mandato de cuatro años, luego de contraer un cáncer, falleció el 12 de diciembre de 1993.